# Ванкарани
Культура Ванкарани, исп. Cultura Wankarani существовала к северу от озера Поопо, ныне территория департамента Оруро в Боливии, на возвышенности около 4 тыс. м. над уровнем моря.
Древнейшие находки, связанные с данной культурой, относят к 1100 г. до н. э. Данная культура не достигла уровня городской цивилизации.
К началу XXI века известно 17 археологических памятников данной культуры, состоящих из небольших посёлков без церемониальных центров.
Поселение Ванкарани — типовой сайт данной культуры — было расположено на возвышении диаметром около 75 метров, на котором располагалось около сотни небольших домов. Большинство зданий имеют круглое основание с каменным фундаментом и глинобитными стенами.
Вокруг некоторых холмов-поселений, например Келла-Коллу, обнаружены останки каменных ограждений.
Культура Ванкарани владела технологией плавки меди и использовала обсидиан, добываемый в каменоломнях в местности Керимита, для изготовления наконечников стрел.
Керамика Ванкарани — гладкая, отполированная шпателем. Для данной культуры также характерны каменные скульптуры, изображающие лам или викуний.